# Petrov (district de Prague-Ouest)
Pour les articles homonymes, voir Petrov.
Petrov (en allemand : Petrow) est une commune du district de Prague-Ouest, dans la région de Bohême-Centrale, en République tchèque. Sa population s'élevait à 737 habitants en 2020.

## Géographie
Petrov est arrosée par la Sázava, qui forme la limite sud de la commune, et se trouve à 4,5 km à l'ouest-sud-ouest de Jílové u Prahy, à 11,5 km au sud-est de Černošice et à 22,5 km au sud de Prague.
La commune est limitée par Březová-Oleško et Okrouhlo au nord, par Libeř au nord-est, par Jílové u Prahy à l'est et au sud-est, par Hradištko au sud, et par Davle à l'ouest.

## Histoire
La première mention écrite de la localité date de 1310.

## Administration
La commune se compose de trois quartiers :
- Petrov
- Bohuliby
- Chlomek

## Transports
Par la route, Petrov se trouve à 5 km de Jílové u Prahy, à 26 km de Černošice et à 30 km du centre de Prague.